# 長谷川光信
長谷川 光信（はせがわ みつのぶ、生没年不詳）とは、江戸時代の大坂の浮世絵師。

## 来歴
大坂の人で本名は長谷川庄蔵。柳翠軒、後に松翠軒と号す。西川祐信の画風だが、祐信の門人だったかどうかは定かではない。主に版本の挿絵を描いており、享保6年（1721年）刊行の『花王伊勢物語』に「摂陽大和画師長谷川光信」としてその名が見えるのが、現在確認できる作として最も古い。享保年間に柳翠軒と号して版本の挿絵を手がけたが、その後十二年のあいだ画業が途絶え、延享5年（1748年）以降に松翠軒と号し絵師としての活動を再開している。作画期は宝暦11年（1761年）刊行の『絵本初代草』までが確認されている。ほかに墨摺絵や肉筆美人画の作も残す。

## 作品
- 『鳥羽絵筆拍子』　※享保9年（1724年）刊行
- 『絵本御伽品鏡』3冊　※鯛屋貞柳序、享保15年（1730年）刊行
- 『絵本文武敷嶋台』1冊　※宣春堂菱花序、寛延3年（1750年）刊行。天保7年（1836年）に『英勇画府』と題名を改め再版されており、さらにその後『英勇画譜』と改題されている。
- 『絵本藤の縁』3冊　※方舟子撰、寛延4年刊行
- 『絵本家賀御伽』（えほんかがみとぎ）3冊　※栗柯亭木端作、宝暦2年（1752年）刊行
- 『日本山海名物図絵』五巻　※平瀬徹斎撰、宝暦4年刊行
- 「大江山　酒天童子・源頼光」　細判墨摺絵　ベルギー王立美術館所蔵　※「摂陽大和絵師　柳翠軒長谷川光信図」の落款あり
- 「くらまの僧正・うしわか」　細判墨摺絵　ベルギー王立美術館所蔵　※「摂陽大和絵師　柳翠軒長谷川光信図」の落款あり
- 「立姿美人図」　絹本着色　出光美術館所蔵　※「長谷川光信筆」の落款と「光信」の朱文方印、「河中の　なかれにうかふ　手弱女の　なかれよるへの　すゑにてあるらめ　里興」という画讃あり
- 「天神祭礼船渡御図屏風」　6曲1双屏風　大阪天満宮所蔵　※伝光信